# کوچکلی
کوچکلی (به ترکی آذربایجانی: Köcəkli) یک منطقه مسکونی در جمهوری آذربایجان است که در شهرستان ماسال‌لی واقع شده‌است. کوچکلی ۱۵۲۸ نفر جمعیت دارد.

## دین
در مسجد کوچکلی یک هیئت مذهبی وجود دارد.